# Nado sincronizado no Campeonato Mundial de Esportes Aquáticos de 2015 - Rotina técnica equipes
A rotina técnica equipes do nado sincronizado no Campeonato Mundial de Esportes Aquáticos de 2015 foi realizada entre os dias  25 de julho e 27 de julho em Cazã na Rússia. 

## Calendário
| Fase          | Data        |
| ------------- | ----------- |
| Eliminatórias | 25 de julho |
| Final         | 27 de julho |

## Medalhistas
| Ouro | Prata | Bronze |
| Rússia · Vlada Chigireva · Svetlana Kolesnichenko · Alexandra Patskevich · Elena Prokofyeva · Alla Shishkina · Maria Shurochkina · Angelika Timanina · Gelena Topilina · Mikhaela Kalancha (reserva) · Liliia Nizamova (reserva) | China · Gu Xiao · Guo Li · Huang Xuechen · Li Xiaolu · Liang Xinping · Sun Wenyan · Tang Mengni · Zeng Zhen · Xiao Yanning (reserva) · Yin Chengxin (reserva) | Japão · Aika Hakoyama · Yukiko Inui · Kei Marumo · Risako Mitsui · Kanami Nakamaki · Mai Nakamura · Kano Omata · Kurumi Yoshida · Aiko Hayashi (reserva) · Asuka Tasaki (reserva) |

## Resultados
| Pos.              | Nacionalidade   | Eliminatória | Eliminatória | Final   | Final |
| Pos.              | Nacionalidade   | Pontos       | Pos.         | Pontos  | Pos.  |
| ----------------- | --------------- | ------------ | ------------ | ------- | ----- |
| Medalha de ouro   | Rússia          | 95.1829      | 1            | 95.7457 | 1     |
| Medalha de bronze | China           | 92.1032      | 2            | 94.4605 | 2     |
| Medalha de prata  | Japão           | 91.6516      | 4            | 92.4133 | 3     |
| 4                 | Ucrânia         | 91.8720      | 3            | 91.7690 | 4     |
| 5                 | Espanha         | 91.3755      | 5            | 90.8720 | 5     |
| 6                 | Canadá          | 88.9029      | 6            | 88.8885 | 6     |
| 7                 | Itália          | 88.0673      | 7            | 88.0516 | 7     |
| 8                 | França          | 85.1487      | 8            | 85.1794 | 8     |
| 9                 | México          | 84.7543      | 9            | 84.8431 | 9     |
| 10                | Estados Unidos  | 84.3882      | 10           | 83.4289 | 10    |
| 11                | Brasil          | 83.0283      | 12           | 82.9372 | 11    |
| 12                | Grécia          | 83.6782      | 11           | 82.3897 | 12    |
| 13                | Coreia do Norte | 81.9749      | 13           |         |       |
| 14                | Bielorrússia    | 80.2507      | 14           |         |       |
| 15                | Suíça           | 79.3083      | 15           |         |       |
| 16                | Cazaquistão     | 77.0015      | 16           |         |       |
| 17                | Egito           | 73.6496      | 17           |         |       |
| 18                | Venezuela       | 72.1466      | 18           |         |       |
| 19                | Singapura       | 71.5776      | 19           |         |       |
| 20                | Austrália       | 70.8602      | 20           |         |       |
| 21                | Nova Zelândia   | 69.4142      | 21           |         |       |
| 22                | Macau           | 67.9021      | 22           |         |       |
| 23                | Costa Rica      | 67.3454      | 23           |         |       |
| 24                | Indonésia       | 62.7381      | 24           |         |       |
| 25                | Hong Kong       | 61.2658      | 25           |         |       |